# John Glen
John Glen (Sunbury-on-Thames, Inglaterra; 15 de mayo de 1932) es un editor y director de cine inglés, más conocido por su trabajo de dirección y edición en ocho películas de James Bond entre 1960 y 1980.
Durante las décadas de 1960 y 1970, Glen trabajó como montador y director de segunda unidad, trabajando en películas como Superman: The Movie (1978) y The Wild Geese, ambas de 1978; también contribuyó a tres películas de James Bond:
- Al servicio secreto de su Majestad (1969)
- La espía que me amó (1977)
- Moonraker (1979)

Tras el estreno de Moonraker, Glen fue promovido al rango de director oficial de la serie; dirigió las cinco películas de Bond de la década de 1980, convirtiéndolo en el único director en dirigir más de cuatro películas de la serie. Las películas son:
- For Your Eyes Only (1981)
- Octopussy (1983)
- A View to a Kill (1985)
- The Living Daylights (1987)
- Licence to Kill (1989)

- Datos: Q545216
- Multimedia: John Glen (director) / Q545216